# William McCoy (Bounty)

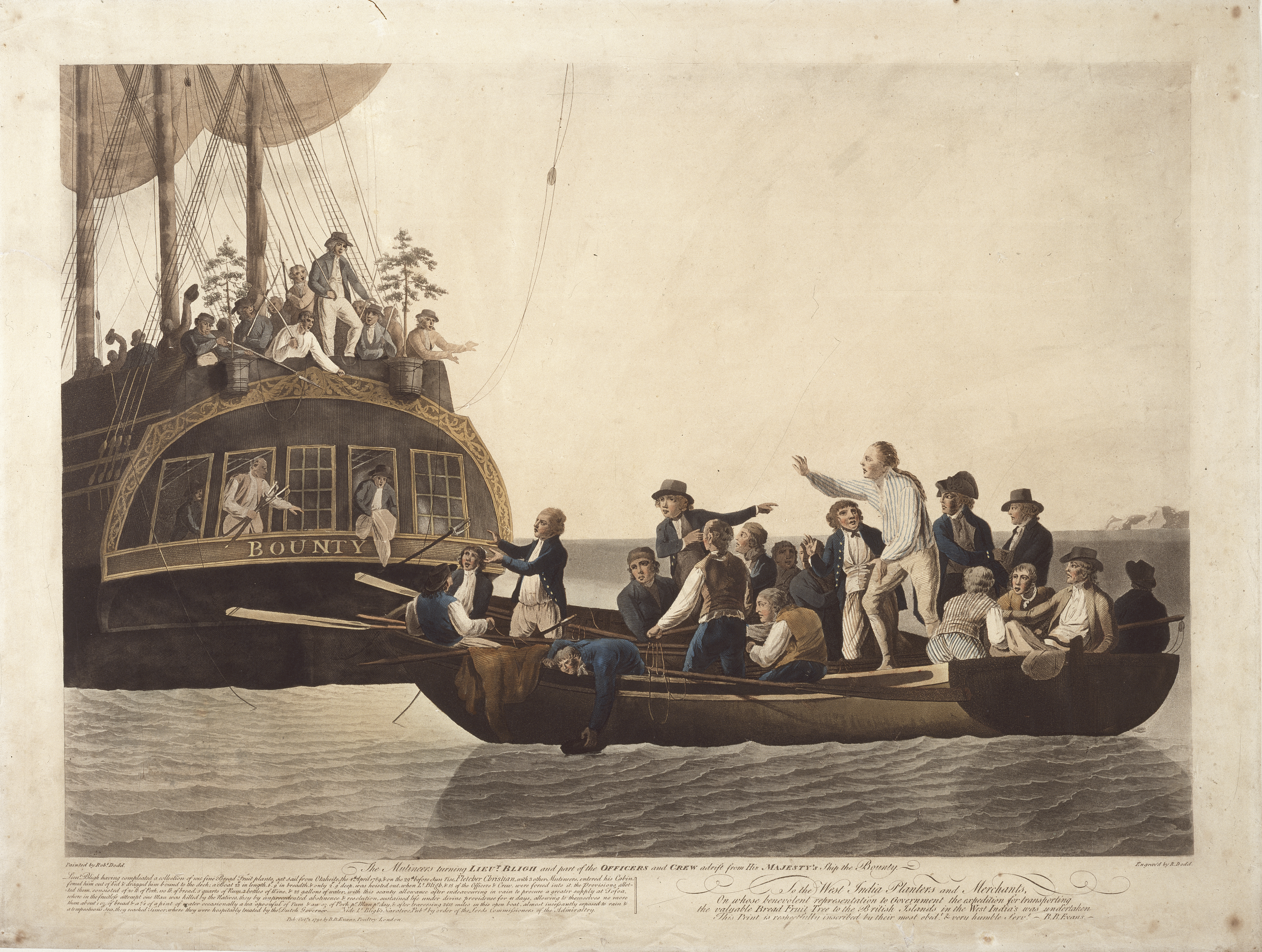
Vzbouřenci vysazují kapitána lodi a část posádky (ilustrace z roku 1790)

William McCoy (také Mickoy, či McKoy; 1763 Skotsko – 20. dubna 1799 Pitcairnův ostrov) byl skotský námořník a účastník vzpoury na HMAV Bounty. Byl mezi devíti vzbouřenci, kteří posléze nezůstali na Tahiti, ale osídlili Pitcairnův ostrov, kde také zemřel.

## Biografie
Narodil se roku 1763 v Rossu, či Aberdeenu ve Skotsku. O jeho životě se před nástupem na HMAV Bounty se nedochovaly žádné informace. Arne Falk-Rønne uvádí, že jedním z jeho zaměstnání byla práce v továrně na whisky. Na Bounty byl převelen ve třiadvaceti letech společně s Matthewem Quintalem z HMS Triumph. Velitel Bounty, poručík William Bligh ho při vyšetřování vzpoury popsal:
WILLIAM MICKOY. námořník, věk 25 let, 5 stop a 6 palců vysoký, světlé pleti, světle hnědých vlasů, silné postavy; jizva na břiše, kde byl pobodaný a malá jizva pod bradou; na různých místech těla tetovaný.
Na Tahiti se seznámil s místní dívkou jménem Taio, které patrně dal anglickou přezdívku Mary. Dne 4. dubna loď Bounty po pěti měsících opustila Tahiti i s nákladem chlebovníků. Posádka byla demoralizovaná a tak poručík William Bligh své velení přitvrdil. Když v předvečer vzpoury opět křičel na námořníky, McCoy otevřeně dával najevo svůj vzdor a rozzuřený William Bligh mu pohrozil zastřelením, jestliže nebude poslouchat. McCoy byl jedním z prvních, kteří se přidali na stranu vzbouřenců a ve vzpouře byl velmi aktivní. Vzbouřenci se s lodí nejprve vydali na ostrov Tubuai, kde však jejich pokus usadit se ztroskotal. McCoy poté podpořil Fletchera Christiana v plavbě na Pitcairnův ostrov, kam vzbouřenci i skupina Tahiťanů dorazili 15. ledna 1790. McCoy, John Williams a William Brown společně se třemi Tahiťany byli první, kteří se na Pitcairnu vylodili. Dne 23. ledna 1790 vzbouřenci loď spálili.

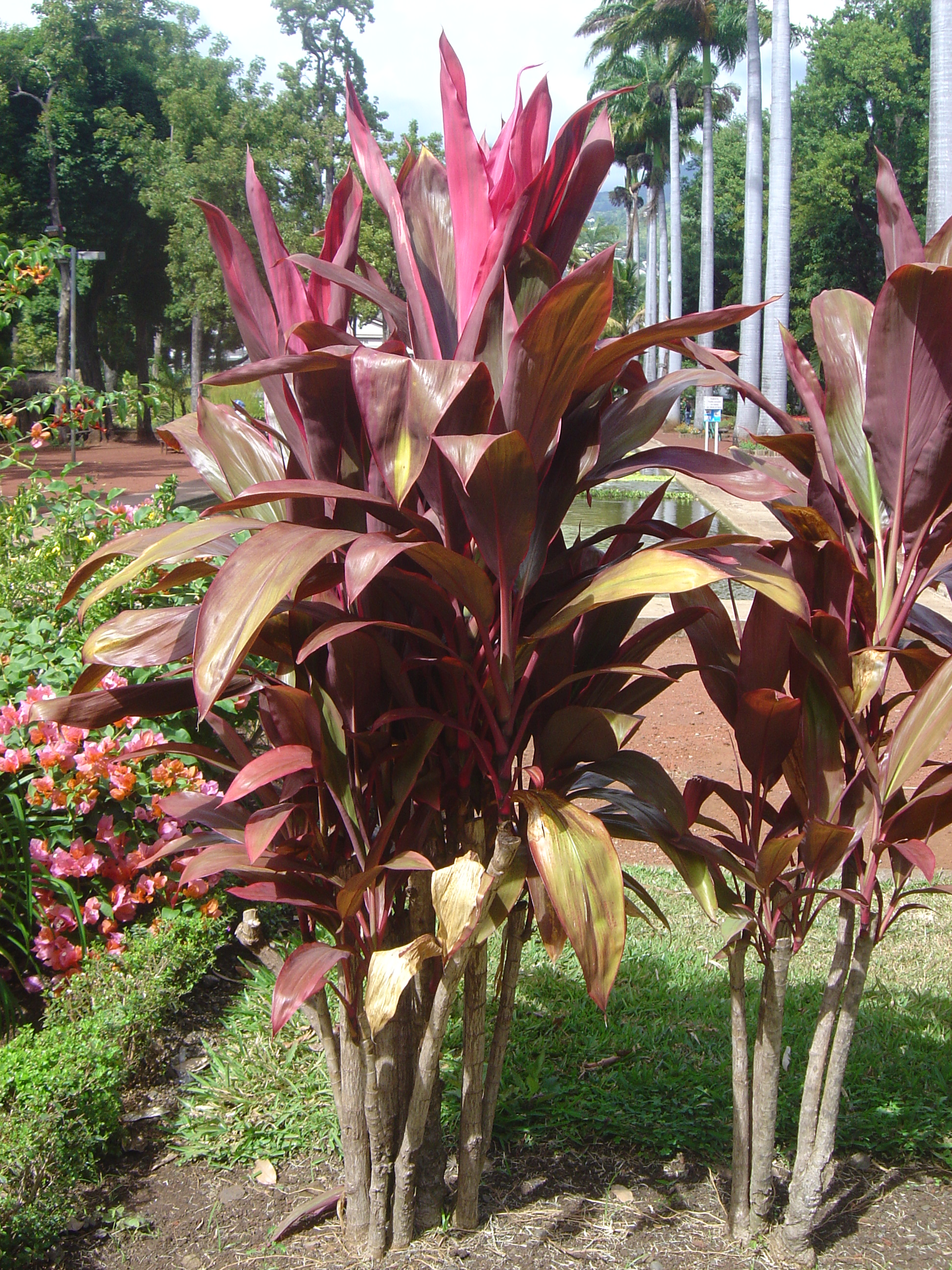
Exemplář rostliny Cordyline fruticosa, z níž McCoy na Pitcairnu vyrobil pálenku

Vzbouřenci na Pitcairnu založili svojí kolonii. Avšak spory mezi vzbouřenci a tahitskými muži, ke kterým se někteří chovali jako k otrokům a sluhům, vyvrcholil v jejich povstání 20. září 1793. McCoyovi se s Matthewem Quintalem podařilo uprchnout do hor. Když se po 11 dnech ukrývání vrátili do osady, podařilo se jim zabít Manariiho, jednoho z Tahiťanů. Z devíti bílých vzbouřenců, kteří na ostrov přišli, přežili tahitskou vzpouru jen McCoy, Matthew Quintal, Ned Young a John Adams.
Ned Young a John Adams poté převzali vůdčí pozici v kolonii, zatímco McCoy, s využitím svých zkušeností z lihovarnictví, po dlouhém zkoumání objevil způsob, jak ze sladké šťávy rostliny Cordyline fruticosa vypálit v kotli a několika kovových trubkách z lodi kořalku. První kordylinka byla vyrobena 20. dubna 1797. McCoy a Quintal rychle propadli opilství. Dne 20. dubna 1799 William McCoy patrně opilý skočil z útesu nebo, dle jiné teorie, byl zabit Youngem a Adamsem, když vyhrožoval osadníkům, že je povraždí.

## Rodina
Se svou tahitskou ženou měl William McCoy dvě děti:
- Daniel McCoy (1792 – 26. prosince 1832)
- Catherine McCoy (1799 – 8. června 1831)

Ačkoliv se za McCoyova života jeho příjmení psalo ve tvaru Mickoy, jeho potomci nadále používají variantu McCoy.